# Leodía Kallénou
Leontía Kallénou (grec moderne : Λεοντία Καλλένου ; née le 5 octobre 1994 à Dáli) est une athlète chypriote, spécialiste du saut en hauteur. Elle est l'actuelle détentrice des records de Chypre du saut en hauteur en plein air (1,93 m en 2015) et en salle (1,93 m en 2015).
Elle étudie à l'Université de Géorgie et est championne NCAA du saut en hauteur en plein air (2015) et en salle (2014 et 2015).

## Biographie
Leontía Kallénou est née le 5 octobre 1994 à Dáli à Chypre dans une famille sportive. Son père George jouait au football tandis que sa mère Anna est une professeur d'éducation physique et sportive, et ancienne joueuse de basketball. Durant sa jeunesse, elle s'est initiée au volleyball, à la natation et au cyclisme.

## Carrière
Elle termine en 2009 à la 5e place des Gymnasiades au Qatar avec 1,78 m. En 2010, elle termine à la troisième position des championnats d'Europe par équipes avec une performance d'1,79 m. Quelques mois plus tard, elle est éliminée des qualifications des championnats du monde juniors, en terminant 19e. 
En 2013, elle se classe 4e des Jeux méditerranéens et 5e des championnats d'Europe juniors. 
En 2014, malgré une fracture de fatigue au pied, Kallenou prend la 4e place des Jeux du Commonwealth avec 1,89 m. Qualifiée pour les championnats d'Europe, elle renonce à y participer pour pouvoir se concentrer sur la saison 2015. 
En 2015, elle bat le record national chypriote en franchissant 1,93 m. Quelques mois plus tard, elle efface cette même barre en extérieur, nouveau record de Chypre mais ne participe finalement pas aux Championnats du monde de Pékin. 

## Palmarès
| Date | Compétition                             | Lieu           | Résultat | Marque |
| ---- | --------------------------------------- | -------------- | -------- | ------ |
| 2010 | Championnats d'Europe par équipes       | Il-Marsa       | 3e       | 1,80 m |
| 2010 | Jeux olympiques de la jeunesse          | Singapour      | 4e       | 1,79 m |
| 2011 | Championnats d'Europe par équipes       | Reykjavik      | 3e       | 1,78 m |
| 2011 | Jeux des petits États d'Europe          | Schaan         | 2e       | 1,77 m |
| 2011 | Festival olympique de la jeunesse euro. | Trabzon        | 2e       | 1,79 m |
| 2013 | Jeux méditerranéens                     | Mersin         | 4e       | 1,87 m |
| 2013 | Championnats d'Europe juniors           | Rieti          | 5e       | 1,84 m |
| 2014 | Jeux du Commonwealth                    | Glasgow        | 4e       | 1,89 m |
| 2015 | Championnats d'Europe espoirs           | Tallinn        | 7e       | 1,81 m |
| 2016 | Jeux olympiques                         | Rio de Janeiro | qual.    | 1,80 m |

## Records
| Épreuve         | Épreuve   | Performance | Lieu         | Date         |
| --------------- | --------- | ----------- | ------------ | ------------ |
| Saut en hauteur | Plein air | 1,93 m (NR) | Starkville   | 15 mai 2015  |
| Saut en hauteur | Salle     | 1,93 m (NR) | Fayetteville | 13 mars 2015 |